# بلو پاول تریر
بلو پاول تریر (به انگلیسی: Blue Paul Terrier)، نام یکی از نژادهای سگ است که خاستگاه آن به اسکاتلند بازمی‌گردد.